# عین حروده
عین حروده (به فرانسوی: Aïn Harrouda) یک منطقهٔ مسکونی در مراکش است که در Mohammedia Prefecture واقع شده‌است.
 عین حروده  ۶۲٬۴۲۰ نفر جمعیت دارد و ۳۲ متر بالاتر از سطح دریا واقع شده‌است.